# 중국의 황제
황제(皇帝)는 진나라부터 중화제국 시기까지 사용된 중국의 최고 군주 칭호이다. 중국의 전통 정치 이론에서 황제는 천자(天子)이자 천하 만물을 지배하는 자로 여겨졌으며, 한나라 치하에서 유교가 법가를 대체하는 공식 정치 이론으로 자리잡음으로서 이론상으로 무자비한 장자 계승을 따라 가계에서 황제의 계승자가 왕조를 구성하는 법칙이 확립되었다.
황제의 절대적 권위에는 다양한 통치 의무와 도덕적 의무가 수반되었다. 이를 지키지 못하면 왕조의 천위(天使)를 제거하고 전복하는 것이 정당화하는 것으로 생각되었다. 실제로, 황제는 때때로 엄격한 계승 규칙을 피했고 왕조의 표면적인 "실패"는 성공적인 교체에 의해 작성된 역대 24정사에 자세히 설명되어 있다. 학자 관료와 환관으로 구성된 제국 관료에 의해 황제의 권력이 제한되는 경우가 종종 있었으며, 명나라 황제처럼 조상의 정책과 왕조 전통에 대한 효도의 의무로 인해 제약을 받는 경우도 존재하였다.

## 역사
중국의 황제는 진 시황제에게서 시작되었다. 기존 중국에서 군주의 호칭은 왕이었다. 주나라의 천자만이 왕의 직위를 가졌고, 주변 제후들은 오등작에 따라 차등되는 호칭을 부여받았다. 그러나 춘추 전국 시대를 거치면서 주나라 천자의 권위는 바닥에 떨어졌고 점차 왕을 칭하는 나라가 늘어나 모든 국가들이 왕을 칭하기에 이르렀다. 다시 중국을 통일한 진의 시황제는 왕과 차별화되는 칭호를 원했고, 삼황오제에서 각기 황과 제를 따와 황제라는 칭호를 만들었다. 황제의 아들은 왕이나 친왕으로 봉해졌다. 제(帝)는 본래 제정일치(祭政一致) 사회였던 상나라에서 조상신을 일컫는 호칭이었으나 시황제가 황제라는 칭호를 만든 이후 황제의 약어로 사용되었다.
기원전 221년에 진 시황제가 황제의 칭호와 각종 용어를 정립한 이래 중국의 역대 왕조들은 자국의 군주를 황제라 칭하였다. 이는 한족이 건국한 왕조들뿐만 아니라 몽골과 만주에서 생활하던 여러 유목민족이 세운 요나라·금나라·원나라·청나라 등의 유목민 왕조들도 마찬가지였다. 이들은 기존에 칸 등의 고유한 칭호를 사용하였지만, 중국을 넘볼 정도로 강력해지면 여지없이 칭제건원하여 중국식 황제의 칭호를 채용하였다. 그러다가 1912년 청나라가 멸망하면서 폐지되었다. 1934년 만주국에서 허수아비지만 잠시 부활하기도 하였으나 1945년 만주국도 멸망하면서 완전히 없어졌다.
이와는 별도로 당나라의 고종은 황제 칭호 대신에 ‘천황(天皇)’이라는 칭호를 쓰기도 하였다.

## 같이 보기
- 책봉체제
- 중국의 군주 목록
- 외왕내제